# Family 5

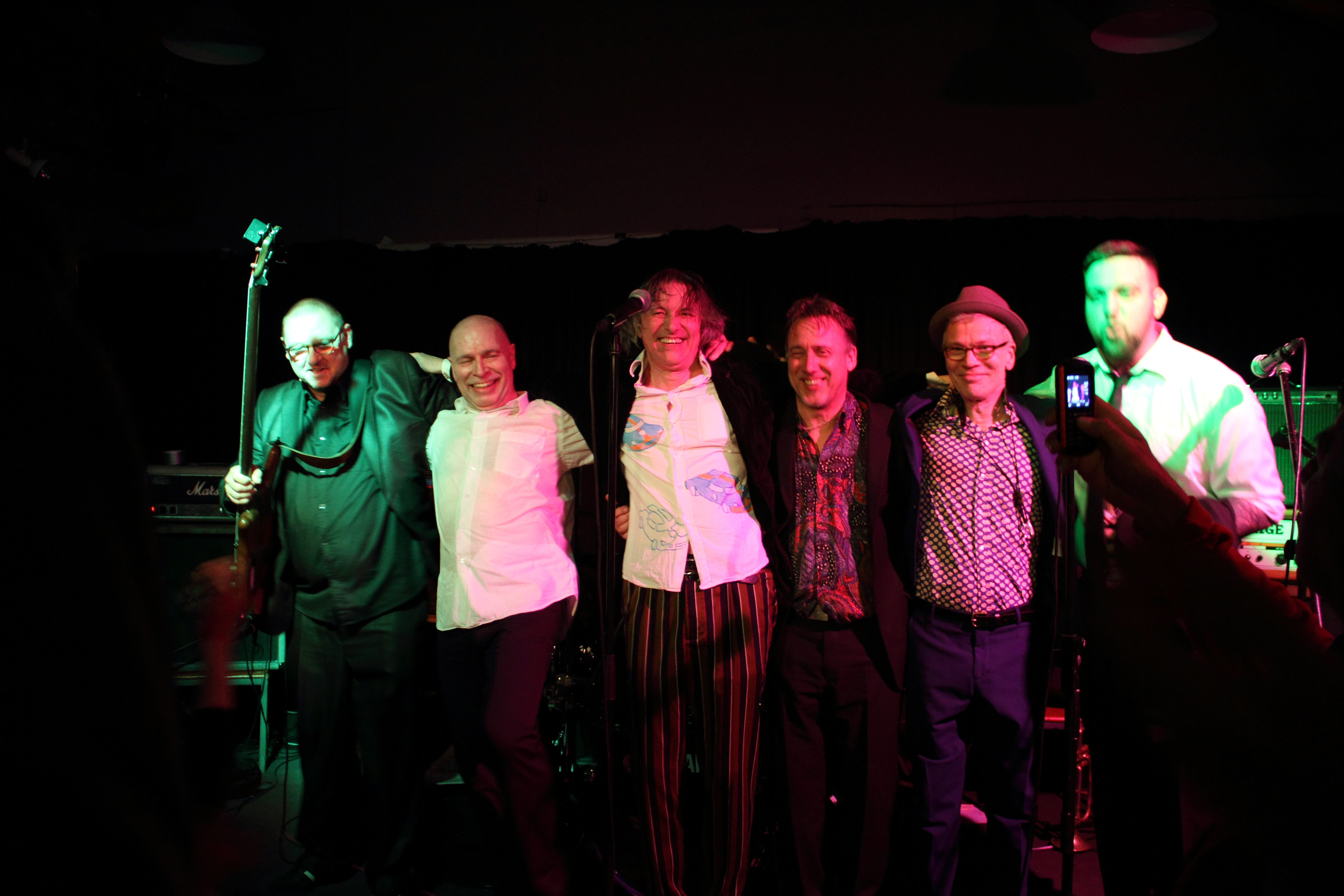
Im club W71, 2017. V. l. n. r.: Ferdi Mackenthun (b), Xaõ Seffcheque (g), Peter Hein (voc), Markus Türk (tr), Martin Gräber (sax) & Simon Heinen (dr)

Family Five (auch Family *5) ist eine deutschsprachige Band von Xao Seffcheque (Die Post, Die Pest, Der Rest, O.R.A.V.) und Peter Hein (Charley’s Girls, Mittagspause, Fehlfarben), die 1981 in Düsseldorf etikettiert als „Soul-Punk“-Gruppe gegründet wurde.

## Geschichte

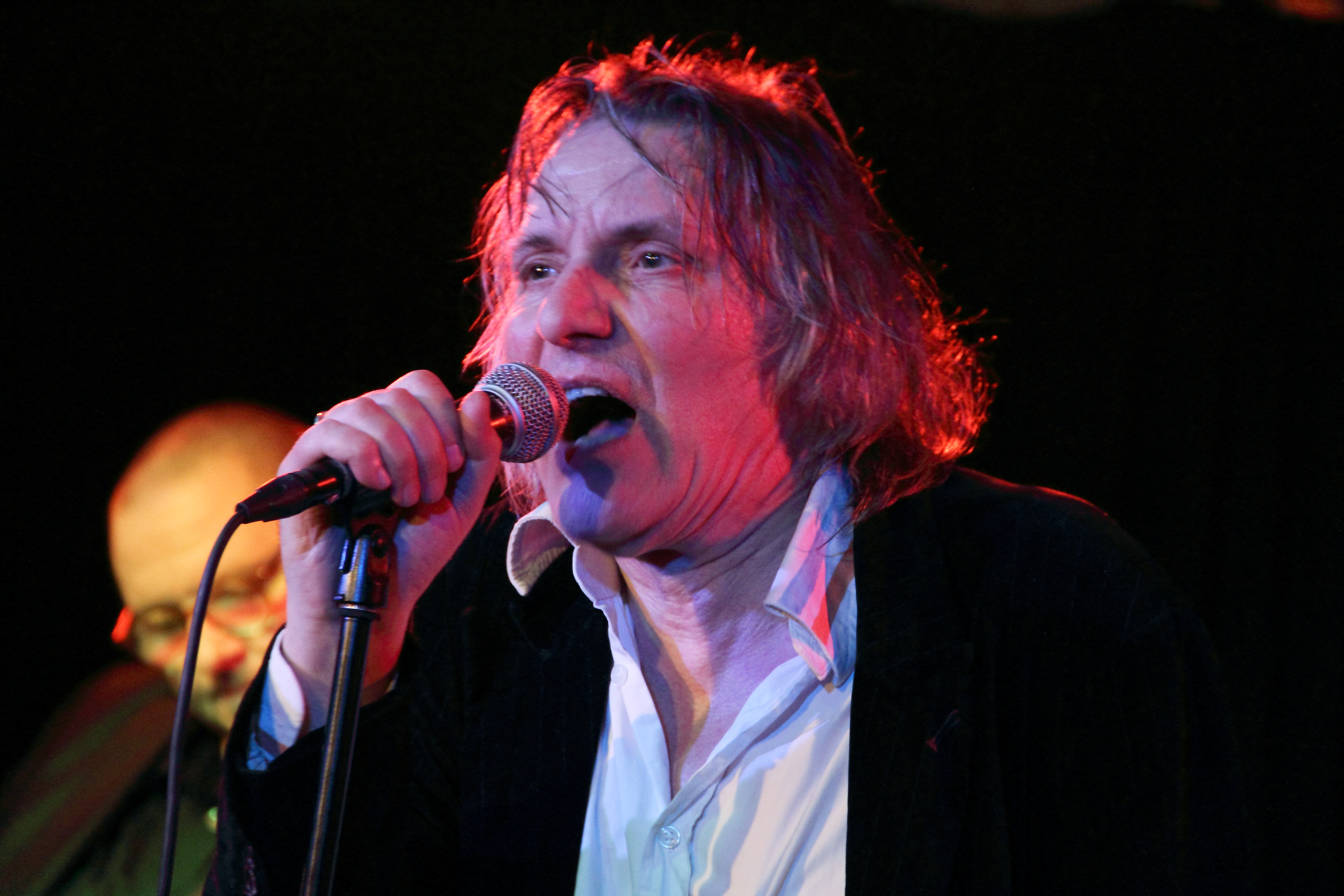
Peter Hein, 2017

Ursprünglich nur als ironischer Verweis auf eine aktuelle Musikmode (Funk, Salsa) gedacht, veröffentlichte das Label Schallmauer Ende 1981 eine 12″ mit dem Titel Bring deinen Körper auf die Party. Im Frühling darauf sollte die Band, die es noch gar nicht wirklich gab, auf einem Festival in München auftreten. Folglich rekrutierten Seffcheque und Hein Rainer Mackenthun (Schlagzeug), Andreas Brüning (Saxofon), Markus Wienstroer und Esther Nöcker. Nach dem Auftritt beschlossen sie, in dieser Formation weiterzumachen. Ein Plattenvertrag mit Teldec folgte. Ab 1984 wurde dann auf Indie-Labels veröffentlicht.
Die Gruppe brachte am Anfang ausschließlich Singles und EPs heraus, auf denen sich mit Titeln wie Der lange Weg nach Derendorf oder Japaner in Düsseldorf auch Coverversionen von Heins erster Band Mittagspause befanden.
1985 erschien mit Resistance das erste reguläre Album der Gruppe. Musikalisch bot die Gruppe eine Mischung aus Punk, Pop, Beat und Soul. Hier spielten bereits Markus Türk (Trompete) und Gerald Leyking (Trompete) sowie Axel Schulz (Saxofon), der spätere Manager des Berliner Trios Die Ärzte, mit. Einige Kritiker bezeichnen die Platte inzwischen als „die bessere Monarchie und Alltag“ (Intro, Süddeutsche Zeitung, SPEX).
1987 gab es schließlich mit Hein, Seffcheque, Mackenthun, Cpt. Nuss (Bass/Ex-KFC), Markus Türk (Trompete) sowie Hatti Graeber (Saxophon) eine relativ stabile Besetzung, die während der nächsten Jahre anhielt.
1988 benannte die Band ihr erstes Live-Album nach Rosa von Praunheims Film Unsere Leichen leben noch.
1991 löste Seffcheque die Gruppe auf, nachdem Hein das Angebot angenommen hatte, bei einer Wiedervereinigung der Fehlfarben mitzuwirken. 1994 kehrten Family 5 für einige Reunionkonzerte wieder zurück. 1997 gab es mit der Single Vor, vor, Fortuna sogar ein neues Lebenszeichen der Band.
2002/03 wurde ein Gutteil des Studio-Œuvres sowie das Livealbum Unsere Leichen leben noch! auf mehreren CDs durch das Wuppertaler Indie-Label PAUL! wieder veröffentlicht. Zudem erschien das Tributealbum Die Zeit ist reif für Family Five, auf dem u. a. Farin Urlaub, Subterfuge und die Boxhamsters, aber auch Musiker aus Österreich, Frankreich, Rumänien und Peru Family-5-Lieder covern.
Die Band trat mit Unterbrechungen (1991–1994 und 1997–2002) immer mal wieder auf (D, A, CH, I). Allerdings dauerte es bis 2004, bevor die Gruppe (ohne Rainer Mackenthun, der zwischenzeitlich verstarb, André Hasselmann folgte ihm 2005 als Schlagzeuger; 2015 wurde der durch Simon Heinen ersetzt) mit Wege zum Ruhm ein neues Album herausbrachte. Auf diesem machte sich Hein unter anderem über den kommerziellen Erfolg der Toten Hosen lustig und bot unter anderem Coverversionen von S.Y.P.H. und dem KFC.
Am 14. Mai 2011 gaben Family 5 ein Konzert in der Kunsthalle Düsseldorf, parallel zum Eurovision Song Contest 2011, der am selben Abend ebenfalls in Düsseldorf stattfand.

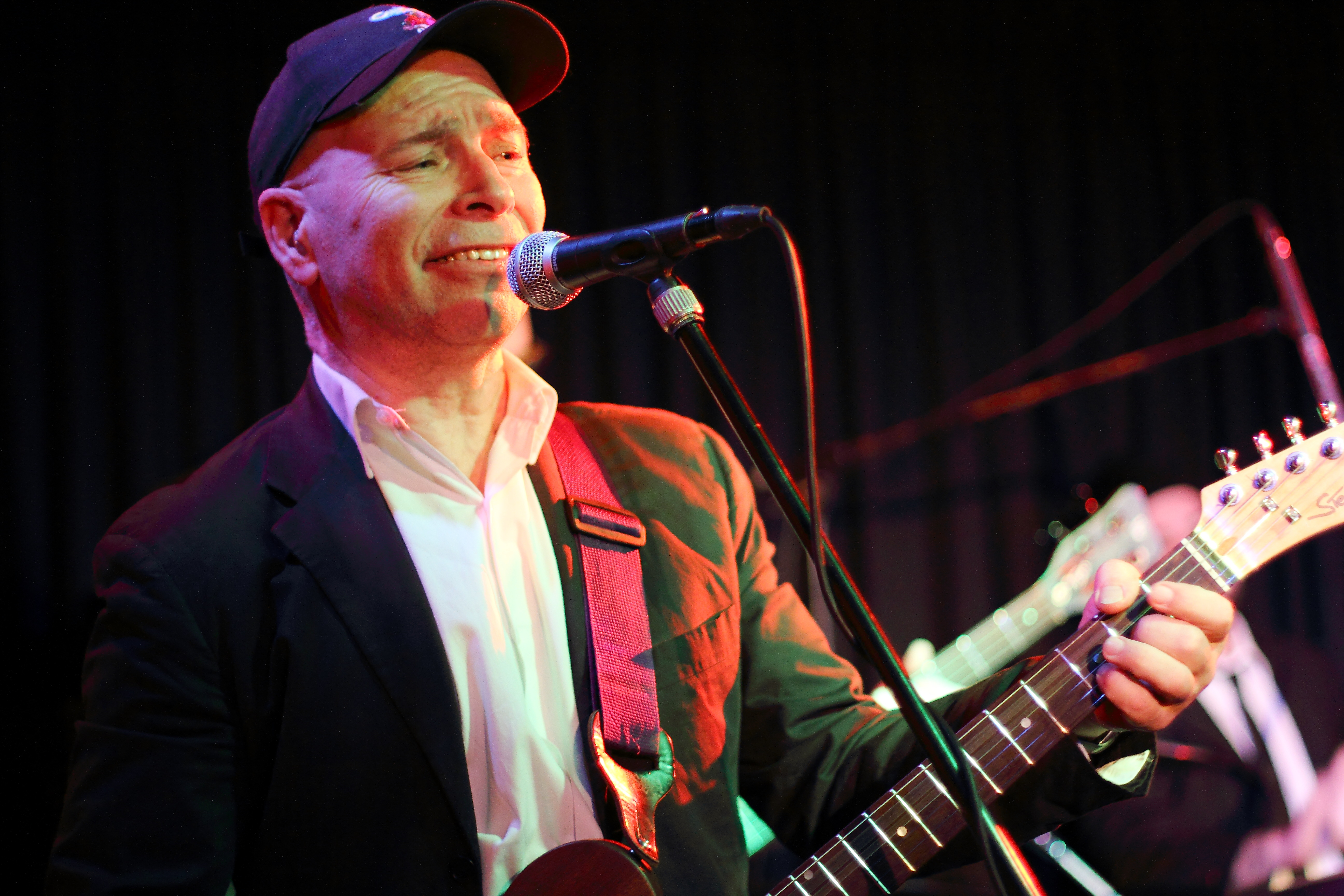
Xaõ Seffcheque, 2017

Überraschenderweise kündigte die Band im Frühling 2016 an, ein neues Album herauszubringen. Was zählt wurde von Ekki Maas produziert und erschien Ende Juli 2016. Eine größere Tour wurde im September 2016 durchgeführt, eine kleinere im März 2016.
Die Reaktionen auf Was zählt waren zum überwiegenden Teil ausgesprochen positiv. Spex schreibt dazu: „Eine der wichtigsten deutschen Bands aller Zeiten. […] Nach zwölf Jahren Funkstille haben Family *5 erstens ein Album namens WAS ZÄHLT aufgenommen, das zweitens so gut ist, dass man sich fragt, wie das überhaupt sein kann.“ der Freitag meint: „Für ein weiteres Jahrzehnt hat diese unwiderstehliche Jungsclique um Peter Hein und Xaõ Seffcheque ihre Ästhetik, ihren Sound, ihre gallige wie unberechenbare Sicht auf die Welt scharf gestellt. […] Ein Album als Überzeugungs- und Energieleistung – üppig wie hochkonzentriert.“ Und Spiegel Online fühlt sich „… knietief im Glück. […] Das Tolle an dieser Platte ist, dass sie genau so klingt wie das, womit Superpunk und Tocotronic begannen, als sie sich an Fehlfarben und Family 5 orientiert haben. Die gepresste wie gleichermaßen krähende und dringliche Stimme Heins ist nach ganz vorn gemischt, umhauend bei Stolpere nicht, Hein schreit diese Durchhalteparole am Ende fast so schneidend wie Schinken-Glenn Danzig. Das gänsehautzeitigende Mit der Zeit atmet durch den Chor gar einen vagen Beatles-Geist, oder sagen wir, wenn dieser Schuh etwas zu groß ist, Dexys in der Geno-Phase.“
Am 13. Dezember 2017 spielte die Band im Rahmen des Festivals „Lieblingsplatte“ im Düsseldorfer ZAKK ihr erstes Album Resistance live. Zudem begleitete die Band, bei der erstmals nach 30 Jahren Markus Wienstroer wieder als Gitarrist dabei war, Frank Spilker, Tobias Bamborschke, Carsten Friedrichs und Martina Weith, als diese im Anschluss ihre persönlichen Lieblingsstücke von Family 5 interpretierten.
Am 24. August 2018 erschien, fast ebenso überraschend wie zwei Jahre zuvor, das nächste Studio-Album Ein richtiges Leben in Flaschen, dessen Titel Alte (Adorno) und Neue Frankfurter Schule (Robert Gernhardt) paraphrasiert. Das Album erhielt ebenfalls größtenteils hervorragende Kritiken. So urteilt das Fachmagazin Spex: „Family 5, eine Band, die rund läuft wie ein Teilchenbeschleuniger. Ihre Bläsersätze [haben] stets soviel Energie, dass sie locker den Atomausstieg hätten kompensieren können.“ Und Linus Volkmann schreibt im FREITAG: „Man hört einen Song wie ‚Geh doch nach drüben‘ von jener neuen Family-5-Platte und spürt, dass der eben deshalb so gut funktioniert, weil die Musik das einzige Ventil für Heins kauzig rabiate Wut darstellt. Dieses beliebte Narrativ: Er hätte Popstar werden können – geschenkt. Oder ein früher Campino – hey, davon ist einer doch schon mehr als genug. Nein, Peter Hein brauchte, konnte, wollte das alles nicht. Das einzige, was er braucht, ist eine Gang wie Family 5, die ihm wunderbare Songs schneidert und dazu nötigt, solche Texte zu schreiben wie auf ‚Ein richtiges Leben in Flaschen‘“. Der Berliner Tagesspiegel meint: „In England muss man niemand erklären, wer die Buzzcocks oder XTC sind, auch wenn sie nie so berühmt geworden sind wie die Sex Pistols oder The Clash. Hier muss man immer wieder aufs Neue darlegen, dass Family 5 eine der größten deutschen Bands sind.“ Christina Mohr schließlich stellt in Kaputt fest: „Xao Seffcheque, Markus Türk, Martin Graeber, Ferdi Mackenthun und Simon Heinen lassen einen so dichten, sämigen, geschmeidigen, zwingenden Soul-Funk-Punkrock-Groove vom Stapel, der hierzulande schlichtweg keinen Vergleich hat.“

## Diskografie

### Alben
- Resistance (November 1985, Sneaky Pete Recs.)
- Die neueste Terroridee des verrückten Oberst (1987, Sneaky Pete Recs.)
- Unsere Leichen leben noch (Live) (1988, Sneaky Pete Recs.)
- Das Blaue vom Himmel (Februar 1990, D & S Records)
- Top of the Flops – Arm! und weitere 19 Misserfolge (Sampler, 1991, What’s So Funny About)
- Das Brot der frühen Tage (Sampler, 2002, PAUL!)
- Die schnellen Jahre (Sampler, 2003, PAUL!)
- Eine Art von Zorn (Sampler, 2003, PAUL!)
- Wege zum Ruhm (2004, PAUL!)
- Hunde, wollt ihr ewig leben? (Do-CD-Sampler, 2012, Sireena Records)
- Was zählt (Juli 2016, Tapete Records)
- Wir bleiben (5-CD-Box; Studio-Tracks 1981–91; November 2017, Tapete Records)
- Ein richtiges Leben in Flaschen (August 2018, Tapete Records)
- Stolpere nicht (2021, BLITZKRIEG POP)
- Ran! Ran! Ran! - THE BEST OF FAMILY*5 / VOL. I (November 2021, Tapete Records)

### Sonderveröffentlichungen
- FAMILY 5-Fanclub-Weihnachtstape (auf FFCB, MC, 1986)

### Mini-LPs und EPs
- Ball der Verwirrung (Oktober 1983, Teldec)
- Per un pugno di Lire (1984, NDM-Records, Bologna, italienische Pressung von „Ball Der Verwirrung“)
- Gegen den Strom (Juni 1986, Sneaky Pete Recs.)
- Wo’s lang geht (2004, PAUL!)
- 50/50 (Doppel-7″; 2017, FORMOSAPUNK)

### Singles
- Bring deinen Körper auf die Party (12″, November 1981, Schallmauer)
- Traum von Übermorgen (März 1983, Teldec)
- Japaner in Düsseldorf (August 1983, DAS BÜRO)
- Die kapieren nicht (Oktober 1983, Teldec)
- Tagein – Tagaus (März 1984, TOTENKOPF)
- Stein des Anstoßes (12″, März 1985, Sneaky Pete Recs.)
- Jochen Hülder gibt ’ne Party (1985, Sneaky Pete Recs.)
- Fortuna (1986, Sneaky Pete Recs.)
- Grenzen (1991, viel-leicht Records)
- Vor, vor, Fortuna (1997, Eleven Records)

### Sampler-Beiträge
- Muffgruff (auf SOUNDS rettet Deutschland, SOUNDS, MC, November 1982)
- Schön ist anders (auf Pesthauch des Dschungels, ER & EN Productions, September 1984)
- Lachleute & Nettmenschen (auf Väterchen Frost, MEKKA ALIF, LP, September 1986)
- Hau weg den Dreck (auf How much more black can it be, Totenkopf, LP, 1987)
- Siehste (auf Smarten-Up Compilation, Smarten-Up, LP, November 1990)
- Der Schlaf der Vernunft (live) (auf Hier Super 12 – bitte melden!, viel-leicht, LP, 1991)
- Schnellschuß (auf ... KOMM SCHNELL, peace 95, CD, 1994)
- Fortuna (auf Die Fußball-Hits, Folge 2, Eleven Records, CD, 1995)
- Vor, vor Fortuna (auf Die Fußball-Hits, Folge 3, Eleven Records, CD, 1996)
- Vor, vor Fortuna (auf Fußballhits Saison 97/98, Eleven Records, Do-CD u. Do-MC, 1997)
- Wir lassen dich nicht rein (auf City Beats, Citybeats, CD, 1997)
- 0190-4711, Mittwochs in, Der Turm, Fortuna (alle live) + Wir können alles (Studio) (auf Wir sind Fortuna Düsseldorf. Wir können alles., Wolverine Records, CD, 1997)
- Viertel nach (auf OX, CD 2001)
- Wo’s lang geht (auf Eigentlich bin ich super für dich, PAUL!, CD, 2004)
- Du wärst so gern dabei (Falscher Ort, falsche Zeit, TAPETE, CD + LP, 2015)
- Der Schaum der Tage (Falscher Ort, falsche Zeit 2, TAPETE, CD + LP, 2016)
- In diesem Sinn (Mach’s besser, Tributealbum für DIE STERNE, deren Label; CD + LP, 2017)